# Afric Simone
Henrique Joaquim Simone, dit Afric Simone, est un chanteur mozambicain né le 10 octobre 1939 à Inhambane. 
Polyglotte, il parle allemand, anglais, portugais, français et espagnol mais chante également dans plusieurs langues africaines qu’il mixe dans une langue urbaine composite. Son style marqué par le disco et ses danses qui annoncent le breakdance et le beat boxing lui font connaître un succès foudroyant sur les scènes d’Europe.

## Biographie

### Enfance et jeunesse
Simone est né d’un père brésilien et d’une mère d’origine mozambicaine. 
Peu de temps après sa naissance, les parents de Henrique déménagent au Brésil. Mais quand Henrique eut 9 ans, son père est décédé et sa mère et tous les enfants sont retournés dans son pays d'origine, le Mozambique.
Henrique a dû quitter l'école et commencer à travailler pour aider sa mère et ses sœurs. Il faisait du baby-sitting chez le médecin local — et chantait constamment pour le bébé. À l'âge de 15 ans, Henrique et son ami ont déménagé dans le quartier Xipamanine de Maputo, la capitale du Mozambique, et ont commencé leurs études de maçon. Une fois les cours terminés, Henrique et son ami, pour gagner un peu d'argent, se produisaient dans les rues de la ville: jouaient de la guitare, chantaient et dansaient.
Un directeur d’un hôtel de Maputo a remarqué les deux jeunes provinciaux talentueux et les a invités à se produire dans le restaurant de l’hôtel. Dès lors, Henrique eut trois emplois à la fois : le week-end, il jouait de la guitare et chantait à l'hôtel, et pendant la semaine de travail, il travaillait comme maçon le jour et se produisait dans la rue le soir.
Cela a duré environ deux ans et, peu à peu, Henrique a gagné en popularité locale: les gens ont commencé à le reconnaître dans la rue et même le journal local a parlé de lui. Dans les années soixante, Simone se produit sous le nom artistique de Kid Kid. Ensuite, le jeune musicien a été remarqué par un directeur musical professionnel d'Afrique du Sud.

### Carrière professionnelle

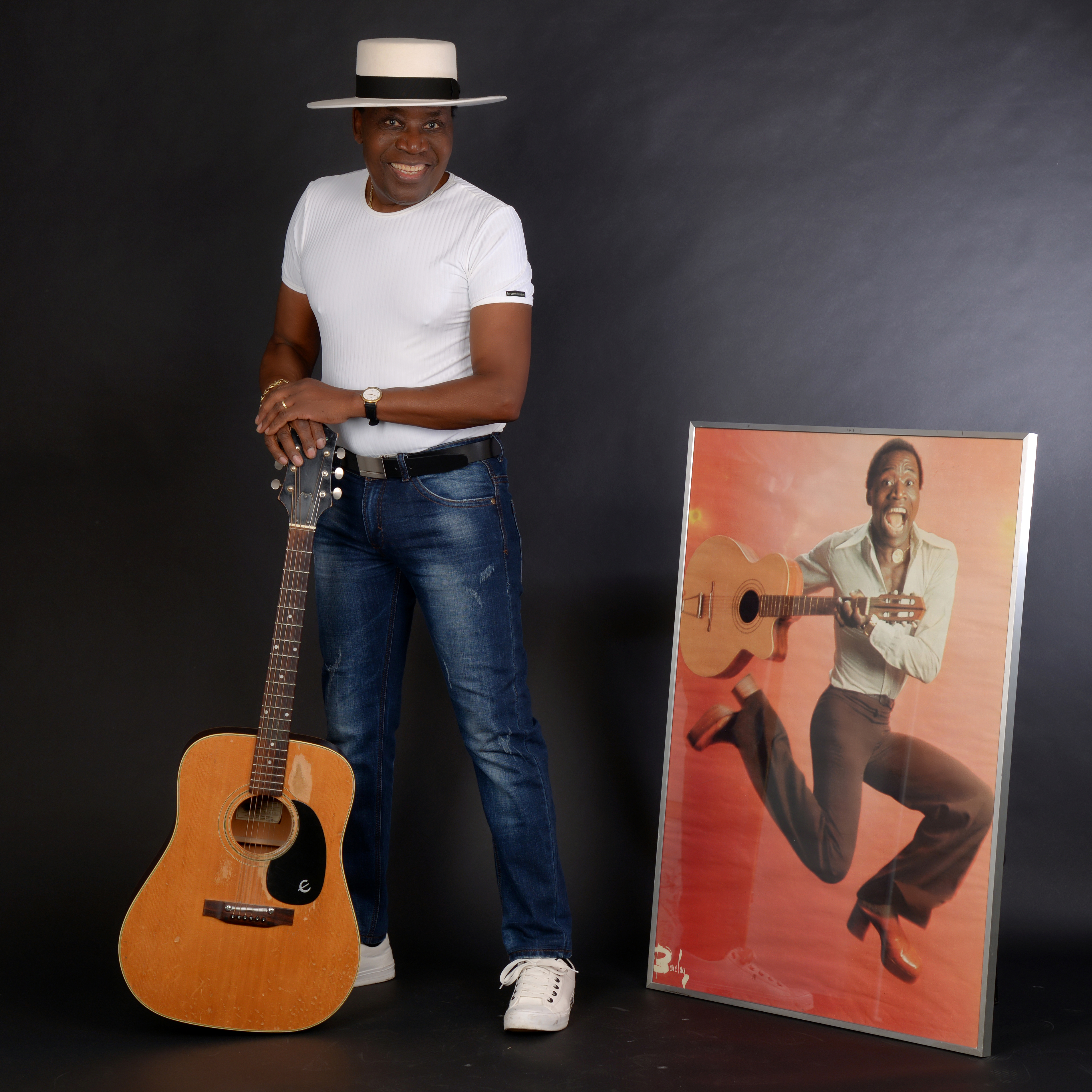
Afric Simone en 2016

Entre 1965 et 1971, Simone a sorti — sous le nom artistique Monsieur Afrique, — 5 singles : Black Dynamite en 1965 sur Ariola Records, El Matador en 1969 sur Teldec, Washboard man en 1970 sur Polydor et Ich bin der grösste Lacher également en 1970 sur « Telefunken », et Feuer Feuer Feuer en 1971 sur Hansa Records.
En 1972, en Amérique du Sud sort le single Barracuda (sous le nom artistique Simon el africano), qui place Simone au premier rang des charts de nombreux pays d'Amérique du Sud. Depuis, Simone a commencé à passer plus de temps à se produire en Amérique du Sud, notamment au Brésil, qu'en Afrique. À Venezuela, il a été accueilli une fois par l'orchestre à l'aéroport où il est arrivé. Simone apprend à signer des autographes — ce qu'il n'a jamais fait auparavant.
En 1973, le manager de Simone a décidé de se rendre à Londres, espérant que le marché européen offrirait plus d’opportunités au talentueux artiste africain. En 1974 le single Barracuda a été réédité en Europe — désormais sous le nom artistique Afric Simone. Le miracle attendu ne s’est pas produit, mais Simone et son manager ont affronté le show business européen, ont acquis de nouvelles expériences et ont pu mieux comprendre quel style de musique pourrait fonctionner.
Plus tard en 1974, le producteur de disques français Eddie Barclay a vu la performance live d'Afric Simone — et a été tellement impressionné qu'il lui a proposé un contrat d'enregistrement.  En 1975, le single Ramaya sort chez Disques Barclay. Ramaya devient populaire dans de nombreux pays européens (Hollande, Allemagne de l'Ouest, Italie).
En juin 1975, Ramaya se classe numéro 1 des ventes de 45 tours en  France, avec 300 000 exemplaires vendus. La chanson est aussi numéro un des ventes en Belgique et aux Pays-Bas.
En 1976, suit le single Hafanana. Cette chanson rend Afric populaire dans les pays d’Europe de l’Est. En 1977, Afric Simone et son manager s'installent en Allemagne. Afric Simone se produit en République démocratique allemande, à l'émission télévisée Ein Kessel Buntes. Cette émission a été diffusée derrière le «Rideau de fer», dans tous les pays de l'Europe de l'Est. En 1979, Afric Simone s'est produit à l'émission de télévision de Prague, alors capitale de la Tchécoslovaquie, aux côtés de Karel Gott et Helena Vondráčková.
Afric Simone se produit toujours, principalement en Europe de l'Est. En 2003, Afric Simone s'est produit à Moscou, au festival « Discoteka 80s ». En 2012, il s'est produit au festival «Legendes du Retro FM». En octobre 2017, Afric Simone s'est produit dans la ville de Mahiliow, en Biélorussie, au festival « Golden Schlager ». En octobre 2023, Afric Simone s'est produit à Budapest en Hongrie, au festival « Arena Retro Party ». 
Le soir du Nouvel An 2023-2024, Afric Simone s'est produit à Tbilissi, en Géorgie (pays), avec Ottawan.

### Vie privée
Depuis 1978, Afric Simone vit à Berlin Ouest. Il s'est marié 3 fois. Du deuxième mariage, Afric a un fils, Fabio. La troisième épouse d'Afric, Ludmila, est d'origine russe. Ils se sont rencontrés en 2003 à Berlin.

## Discographie

### Singles
- 1972 : Barracuda / Hey Safari
- 1974 : Barracuda / Humbala
- 1975 : Ramaya
- 1975 : Hafanana
- 1975 : Piranha
- 1976 : Playa Blanca
- 1976 : Aloha
- 1977 : Maria Madelena
- 1980 : China Girl
- 1982 : Maria, sexy bomba de Paris
- 1998 : Ramaya (version remix)

### Albums
- 1974 : Mr. Barracuda
- 1975 : Ramaya
- 1976 : Aloha Playa Blanca
- 1978 : Boogie Baby
- 1981 : Maria Sexy Bomba de Paris
- 1981 : Everybody Calls Me Crazy
- 1990 : Afro Lambada

## Ramaya
La chanson débute ainsi :
« Ramaya, Bokuko Ramaya, Abantu Ramaya, Hey Jamboji Bara bara ».